# روبرت جونسون (سياسي)
روبرت جونسون (بالإنجليزية: Robert Johnson)‏ هو محامي وسياسي أمريكي، ولد في 1975. حزبياً، نشط في الحزب الديمقراطي. وقد انتخب عضو مجلس نواب لويزيانا (2008 – ).